# Dasylophus superciliosus
La malcoa crestarossa o cuculo dai sopraccigli (Dasylophus superciliosus (Dumont, 1823)) è un uccello della famiglia Cuculidae.

## Distribuzione e habitat
Questo uccello vive nelle Filippine.

## Sistematica
Questa specie era in passato attribuita al genere Phaenicophaeus.
Sono note due sottospecie:
- Dasylophus superciliosus cagayanensis (Rand & Rabor, 1967)
- Dasylophus superciliosus superciliosus (Dumont, 1823)